# Robert Browne (Brownist)
Robert Browne (* um 1550 in Tolethorpe Hall, Rutland, England; † 7. Oktober 1633 in Northampton, Northamptonshire) war der Gründer der englischen puritanischen Separatisten oder Brownisten bzw. des englischen Kongregationalismus.

## Leben
Robert Browne entstammte einer reichen Kaufmannsfamilie aus Stamford, die sich bis in das vierzehnte Jahrhundert zurückverfolgen lässt. Drei Vorfahren waren dort Ratsherren, zwei waren Sheriffs von Rutlandshire. Er wurde etwa 1550 in Tolethorpe Hall in Rutland als drittes von sieben Kindern des Anthony Browne und seiner Frau Dorothy, Tochter von Sir Philip Boteler, geboren. Seine Schulausbildung erhielt er wahrscheinlich an der Stamford School. Es bestand eine ferne Verwandtschaft zu William Cecil. Über Brownes Kindheit ist wenig bekannt. Um 1570 begann er sein Studium am Corpus Christi College in Cambridge, 1572 erhielt er dort seinen Bachelor of Arts. Ein wichtiger Mitstreiter wurde sein Studienfreund Robert Harrison (um 1545-1585), der später Pastor in Norwich und im niederländischen Middelburg war. Beide wurden wahrscheinlich durch die calvinistisch geprägten Vorlesungen von Thomas Cartwright (1535–1603), einem puritanischen Theologen und Professor in Cambridge, beeinflusst.
Nach Verlassen der Universität arbeitete Browne 1574 bis 1577 als Lehrer in Oundle Southwark in Northamptonshire, bevor er entlassen wurde. In dieser Zeit begann er, sich mit fundamentalen Fragen der Kirche und der Bibel zu befassen. Er arbeitete zeitweilig mit dem puritanischen Pfarrer Richard Greenham von Dry Drayton zusammen. Das Bischofsamt, das die Anglikaner, die Church of England, nach ihrer Trennung von der katholischen Kirche beibehalten hatten, erschien Browne zunehmend gegen Gottes Willen gerichtet, nicht aus den biblischen Schriften ableitbar und deshalb inakzeptabel zu sein. Seine Ansichten äußerte er in öffentlichen Predigten, zu denen er aber keine Erlaubnis hatte. Während einer Krankheit bzw. Rekonvaleszenz besuchte ihn der spätere Bischof Richard Bancroft, der ihm einen Brief des Kronrats überbrachte, der solche Predigten verbot. Wahrscheinlich kam Browne um 1580 nach London, kehrte aber bald nach Norwich zurück.
Im Frühjahr 1581 war es Browne zusammen mit Harrison in Norwich gelungen, genügend Widerstand gegen die anglikanische Staatskirche zu entwickeln und eine separatistische Kirchengemeinde zu organisieren. Bischof Freke von Norwich wandte sich wegen dieser Unruhen sowie später wegen Brownes Weigerung, seine Anweisungen zu befolgen, an William Cecil um Hilfe. Browne wurde verhaftet, es war das erste von 32 mal in seinem Leben, er kam aber vermutlich durch den Einfluss William Cecils immer wieder frei. Im August 1582 erschien Brownes erstes und bekanntestes Buch A Book which sheweth the Life and Manners of all true Christians. Es enthielt drei unterschiedliche Abhandlungen, in denen er die Theorie der „Congregational Independency“ formulierte, das heißt die Unabhängigkeit der einzelnen Kirchengemeinde von übergeordneten kirchlichen Autoritäten. Bald folgte ein weiteres Buch, A Treatise of Reformation without Tarrying for any and of the Wickedness of those Preachers which will not reform till the Magistrate command or compel them. In diesem Werk formulierte er das unveräußerliche Recht der Kirche, die notwendigen Reformen ohne Autorisierung durch weltliche Obrigkeiten durchzuführen.
Um der Verfolgung in England zu entgehen, emigrierte Browne 1582 mit dem größten Teil seiner Gemeinde in das niederländische Middelburg (Zeeland). Während Browne sich als theologischer Schriftsteller großenteils frei in den Niederlanden betätigen konnte, wurden zur selben Zeit mehrere seiner Anhänger in England verurteilt und gehängt, weil sie Brownes aus anglikanischer Sicht aufrührerische Schriften verkauften, wie z. B. 1583 John Copping und Elias Thacker, Mitglieder der Browneschen Kongregation in Norwich.
In Middleburg kam es zunehmend zu Auseinandersetzungen unter den Separatisten. Insbesondere auf Betreiben Robert Harrisons, der Brownes Gegner geworden war, wurde dieser aus der Gemeinde ausgeschlossen. Er kehrte mit seiner Familie 1584 über Schottland, wo er keinen Anhang für sein staatskirchenfeindliches Wirken fand, zur englischen Staatskirche zurück, während die Gemeinde unter Harrisons Leitung in den Niederlanden zurückgeblieben war. Auf Veranlassung des Bischofs von London ließ der Erzbischof von Canterbury auch in dieser Zeit Browne häufig lange gefangen halten. William Cecil, Lord Burgley, verdankte er wahrscheinlich seine Entlassung ins Elternhaus. Im Frühjahr 1586 trat er in Norwich auf und wurde wegen fortgesetzter Angriffe auf das Staatskirchentum exkommuniziert. Da sich Browne schließlich doch unterwarf und mit der Kirche von England versöhnte, wurde er wieder in die früher von ihm so heftig befehdete Staatskirche aufgenommen und erhielt im Herbst 1586 eine Lehrerstelle an der Lateinschule in Southwark und im Herbst 1591 die Pfarrei Achurch. Browne starb während einer Haft in Northampton, wahrscheinlich als Geisteskranker, denn er soll seit der Gefängniszeit des Jahres 1585 geistig verändert gewesen sein.

## Bedeutung
Browne gründete in England (Norwich) ab 1581 die erste Separatistenbewegung, die „Brownisten“ (später „Barrowisten“), die sich vollständig von der anglikanischen Kirche trennte und deshalb auch „Separatisten“ genannt wurden. Sie wichen später in die Niederlande aus, um der Verfolgung zu entgehen. Die Brownisten entwickelten eigene theologische Prinzipien, die ihre religiösen Überzeugungen und deren Ausübung von äußerlichen Zwängen befreien sollten. Pastoren und Laien waren einander gleichgestellt, auch Letztere durften sich im Gottesdienst zu Wort melden. Dies war eine konsequente Anwendung von Martin Luthers Lehre vom Priestertum aller Gläubigen und Johannes Calvins Kirchenordnung, die von den Gemeindegliedern gewählte Kirchenälteste (Presbyter) gleichberechtigt an der Kirchenleitung beteiligte (Vierämterlehre). Browne verwarf jede festgelegte Religionsübung und jedes Gebetsformular. Sakramente galten nur der Selbstbestätigung der Gemeinde. Beeinflusst von der calvinistischen Föderaltheologie, verstanden sich die Separatisten als wahrhaft Gläubige, mit denen Gott einen Bund (englisch: covenant) geschlossen und zu Einzelgemeinden (congregations, davon abgeleitet „Kongregationalismus“) zusammengeführt hatte, die die wahre Kirche Christi darstellten. Die Einzelgemeinden waren vom Staat unabhängig und den übrigen Gemeinden gleichgeordnet. Sie wählten und ordinierten selbständig ihre Pfarrer, Kirchenältesten, Lehrer und Diakone und entschieden über die Aufnahme und den Ausschluss ihrer Mitglieder. Somit hatte ihre Kirchenordnung eine demokratische Struktur, ohne dass im Sinne Calvins auf Kirchenzucht verzichtet wurde.
Obwohl sich Browne in späteren Jahren wieder der anglikanischen Kirche zuwandte, wirkten die vor allem in seinem Hauptwerk entwickelten kongregationalistischen Grundsätze weiter. Henry Barrowe und John Greenwood führten Brownes ursprüngliches Werk bis zu ihrer Hinrichtung 1593 fort. Die separatistischen Kongregationalisten, die Pilgerväter, die 1620 die Plymouth Colony gründeten, organisierten sowohl das Leben in ihren Kirchengemeinden als auch den weltlichen Bereich ihrer Siedlungen entsprechend den demokratischen Prinzipien, die Browne, Barrowe und Greenwood entwickelt hatten.

## Shakespeare und die Brownisten
Die Anhänger Robert Brownes, die „Brownisten“, werden etwa 1601 in Shakespeares Komödie Was ihr wollt (Twelfth Night, mit der Absicht geschrieben, vor der Königin aufgeführt zu werden), erwähnt, als Sir Andrew ausspricht „I would as lief be a Brownist as a politician“.

## Schriften
- A Trve and Short Declaration. 1581
- A Treatise of Reformation without Tarrying for any and of the Wickedness of those Preachers which will not reform till the Magistrate command or compel them. 1582
- A Book which sheweth the Life and Manners of all true Christians. 1582
- An answere to master Cartwright his letter for ioyning with the English Church. 1583
- A true and short declaration, both of the gathering and ioyning together of certaine persons: and also of the lamentable breach and division which fell amongst them. 1583
- A Reproof of Certain Schismatical Persons. 15??
- A New Year's Guift. 1589